# نیروهای بنیادی
نیروهای بنیادی در فیزیک که آن‌ها را برهم‌کنش‌های بنیادی نیز می‌نامند، نیروهایی هستند که بوسیلهٔ آن‌ها ساده‌ترین ذرات در جهان با یکدیگر اندرکنش (تعامل) دارند. یک نیرو را زمانی «بنیادی» می‌گوییم که نتوان آن را بوسیلهٔ دیگر نیروها توصیف کرد. چهار نیروی بنیادی شناخته شده عبارتند از: نیروی هسته‌ای ضعیف، نیروی هسته‌ای قوی، نیروی الکترومغناطیسی و گرانش. نیروهای هسته‌ای قوی و ضعیف را به ترتیب با نام‌های نیروی قوی و ضعیف هم می‌شناسند. احتمالاً به جز گرانش، بقیه این نیروها به وسیله یک سری محاسبات تقریبی که به نظریهٔ اختلال معروف است، قابل توصیفند.  با این حال مواردی هم وجود دارد که نظریهٔ اختلال نمی‌تواند به خوبی پدیدهٔ مشاهده شده را توصیف کند. مانند: تک موج.

## پیش‌گفتار

خلاصه‌ای از خانواده‌های متعدد ذرات اولیه و مرکب و نظریه‌های توصیف‌کنندهٔ اندرکنش میان آنان.

در مدل مفهومی نیروهای بنیادی، جرم از فرمیونها تشکیل شده‌است. فرمیون‌ها خود دارای دو ویژگی بار و گردش (اسپین) ۱⁄۲± هستند، (گشتاور زاویه‌ای ذاتی ħ/۲ ± که ħ ثابت کاهش یافته پلانک است) و آن‌ها توسط بوزون‌ها یکدیگر را می‌ربایند یا می‌رانند.
اندرکنش بین هر جفت از فرمیون‌ها بوسیلهٔ نظریهٔ اختلال به شکل زیر مدل می‌شود.
دو فرمیون وارد می‌شوند ← اندرکنش بوسیلهٔ تبادل بوزون صورت می‌گیرد ← دو فرمیون تغییر یافته خارج می‌شوند.
مبادلهٔ بوزون همواره با انرژی همراه است و بین فرمیون‌ها گشتاور ایجاد می‌کند و در نتیجه سرعت و جهت آن‌ها را تغییر می‌دهد. در طول این فرایند احتمال دارد که بین فرمیون‌ها انتقال بار نیز صورت گیرد یا بار آن‌ها تغییر کند (مثلا فرمیون‌ها را از نوعی به نوعی دیگر تبدیل کند). از آنجایی که بوزون‌ها تنها یک واحد گشتاور زاویه‌ای حمل می‌کنند در طول چنین فرایندی جهت گردش فرمیون‌ها (اسپین) از ۱⁄۲+ به ۱⁄۲- (واحد ضریب کاهش‌یافته پلانک) تغییر می‌کند. (یا برعکس)
چون یک اندرکنش باعث ربایش یا رانش فرمیون‌ها می‌شود، به‌جای اندرکنش می‌توان از عبارت عمومی‌تر نیرو استفاده کرد.
مطابق درک امروز چهار نیرو یا اندرکنش بنیادی وجود دارد: گرانشی، الکترومغناطیسی، اندرکنش ضعیف و اندرکنش قوی (نیروی قوی). بزرگی و رفتار این نیروها همان‌طور که در جدول زیر نشان داده شده‌است، به‌طور کلی متفاوت است. فیزیک جدید سعی دارد تا هر پدیدهٔ فیزیکی قابل مشاهده را به وسیلهٔ این نیروهای بنیادی توضیح دهد. بعلاوه کاهش تعداد انواع نیروها به نظر مطلوب‌تر می‌آید. دو مورد از این یکپارچه سازی‌ها مربوط می‌شود به:
- ادغام نیروهای الکتریکی و مغناطیسی به الکترومغناطیسی
- ادغام نیروهای الکترومغناطیسی و اندرکنش ضعیف به نیروی الکتریکی ضعیف (کهربایی‌ضعیف)

اندازه‌ها (قدرت نسبی) و نیز محدوده‌ها که در جدول زیر نشان داده شده‌اند، تنها در چارچوب یک تئوری پیچیده معنی دارند. البته جدول زیر تنها ویژگی‌های چارچوبی صرفاً مفهومی را بیان می‌کند که خود هنوز در حال مطالعه‌اند)
| محدوده(m) | رفتار در بُرد بلند                                                        | قدرت نسبی | ذرات حامل               | تئوری فعلی                         | اندرکنش       |
| --------- | ------------------------------------------------------------------------ | --------- | ----------------------- | ---------------------------------- | ------------- |
| 10−15     | {\displaystyle 1}                                                        | 1038      | گلوئن                   | کرومودینامیک کوانتومی(QCD)         | قوی           |
| ∞         | {\displaystyle {\frac {1}{r^{2}}}}                                       | 1036      | فوتون                   | الکترودینامیک کوانتومی(QED)        | الکترومغناطیس |
| 10−18     | {\displaystyle {\frac {d}{dr}}\left({\frac {\exp(-m_{W,Z}r)}{r}}\right)} | 1025      | بوزون‌های W و Z          | تئوری الکتریکی-ضعیف (کهربایی-ضعیف) | ضعیف          |
| ∞         | {\displaystyle {\frac {1}{r^{2}}}}                                       | ۱         | گراویتون (به صورت فرضی) | نسبیت عام (GR)                     | گرانش         |

از نگاه مکانیک کوانتوم جدید، در نیروهای بنیادی (غیر از گرانش)، ذرات ماده (فرمیون‌ها) با هم اندرکنش مستقیم ندارند بلکه بار حمل می‌کنند و ذراتی مجازی به نام بوزون واسطه را بین هم تبادل می‌کنند که این ذرات "حامل‌"‌های اندرکنش یا واسطه‌های نیرو هستند. مانند فوتون که واسطهٔ اندرکنش میان بارهای الکتریکی، و گلوئن که واسطهٔ اندرکنش میان بارهای رنگی‌اند.

## اندرکنش‌ها

### گرانش
گرانش نسبت به سه نیروی بنیادی دیگر از همه ضعیف‌تر است، بنابراین وقتی آن را در ابعاد ذرات بنیادی بررسی می‌کنیم، قابل صرف‌نظر کردن است. مثلاً اگر یک سوزن را به یک آهن‌ربا نزدیک کنیم به راحتی می‌بینیم که میزان ربایش آهن‌ربا بیشتر از میزان گرانش زمین نسبت به آن سوزن است و سوزن به سمت زمین سقوط نمی‌کند.
با این حال گرانش برای اجسام بزرگ (کلان) و فاصله‌های زیاد بسیار مهم است؛ دلایل این مطلب عبارتند از:
- گرانش تنها اندرکنشی است که بر تمام ذراتی که جرم دارند اثر می‌کند.
- گرانش مانند الکترومغناطیس محدوده‌اثر بینهایت دارد، درحالی که برای اندرکنش‌های ضعیف و قوی این‌طور نیست.
- گرانش قابل جذب یا تبدیل شدن نیست و چیزی نمی‌تواند مقابل آن حائل شود.
- گرانش همواره می‌رباید و هرگز نمی‌راند.

هرچند که نیروی الکترومغناطیسی بسیار بزرگتر از گرانش است اما ربایش الکتروستاتیکی (الکتریسیتهٔ ساکن) برای اجرام آسمانی مانند سیاره‌ها، ستاره‌ها و کهکشان‌ها اصلاً مطرح نیست. چون این اجرام به تعداد مساوی پروتون و الکترون دارند، بار الکتریکی خالص آن‌ها صفر است و در نتیجه نیروی الکتریسیته ساکن آن‌ها نیز صفر خواهد بود. اما در مقابل، هیچ چیزی نمی‌تواند حضور گرانش را از بین ببرد و از آن جایی که همه اجسام در معرض نیروی ربایشی گرانش قرار می‌گیرد، بنابراین این نیرو بر تمام اجرام کیهانی اثر می‌گذارد.
محدودهٔ اثر بسیار بزرگ گرانش باعث می‌شود که بتواند بر پدیده‌هایی با ابعاد بزرگ مانند ساختار یک کهکشان، سیاه‌چاله یا انبساط جهان تأثیر بگذارد. گرانش همچنین پدیده‌های آسمانی در ابعاد کوچکتر مانند گردش سیاره‌ها به دور خودشان، یا تجربیات روزمره مانند سقوط اجسام از ارتفاع و … را به خوبی توضیح می‌دهد.
گرانش اولین اندرکنشی بود که به وسیله ریاضی توضیح داده شد. در زمان باستان ارسطو فرض کرد که اجسام با جرم‌های متفاوت با شتاب‌های متفاوت سقوط می‌کنند. در طول انقلاب علمی، گالیله با آزمایش دریافت که این فرض درست نیست؛ با صرف نظر از اصطکاک هوا، تمام اجسام با شتاب ثابت به سمت زمین سقوط می‌کنند. قانون گرانش نیوتن (سال ۱۶۸۷ میلادی) نمونهٔ خوبی برای تقریب رفتار گرانش است. دریافت امروزهٔ ما از گرانش برگرفته از تئوری نسبیت عام اینشتین در سال ۱۹۱۵ میلادی است؛ که یک بیان دقیق‌تر گرانش با رویکرد هندسهٔ فضازمانی است (بخصوص برای اجرام و فاصله‌های کیهانی).
ادغام نسبیت عام و مکانیک کوانتومی (نظریه میدان کوانتومی) که به تئوری عمومی تر " گرانش کوانتومی" می‌انجامد یکی از حوزه‌های فعال تحقیق است. با این حال درستی نظریهٔ نسبیت عام، به جز در مقیاس‌های بسیار کوچک (مقیاس‌های اتمی) که برای آن‌ها نظریه‌های جایگزین ارائه شده‌است، به صورت تجربی تأیید شده‌است. نظریه‌هایی که در فیزیک نوین جدی گرفته شده‌اند همگی با تغییراتی جزئی از نسبیت عام منشعب می‌شوند. امروزه تمرکز مطالعات آزمایشگاهی و تجربی بر این است که تعیین کنند تا چه میزان انحراف از نسبیت عام امکان‌پذیر است.

### اندرکنش کهربایی‌ضعیف
دو اندرکنش الکترومغناطیسی و ضعیف، در نظر اول بسیار متفاوت به نظر می‌آیند و بوسیلهٔ دو تئوری متفاوت مدل می‌شوند. اما طبق یکپارچه‌سازی که در بالا گفته شد، این دو اندرکنش در انرژی ای حدود ۱۰۰ GeV با یکدیگر ادغام شده و تبدیل به اندرکنش کهربایی‌ضعیف (الکتریکی‌ضعیف) می‌شوند.
کهربایی‌ضعیف در علم کیهان‌شناسی جدید، بخصوص در موضوع نحوه تشکیل جهان هستی اهمیت بسیار زیادی دارد، چرا که بلافاصله پس از مهبانگ، دما به حدود ۱۰۱۵K رسیده بود.
عبدالسلام، گلاشو و واینبرگ کسانی هستند که به دلیل یکپارچه‌سازی نیروهای الکترومغناطیسی و ضعیف بین ذرات اولیه در سال ۱۹۷۹ جایزهٔ نوبل فیزیک را دریافت کردند.

### اندرکنش الکترومغناطیس
نیروی الکترومغناطیسی نیرویی است که بین ذرات باردار الکتریکی اثر می‌کند. این پدیده شامل دو قسمت است:
- نیروی الکتریسیته ساکن که در بین ذرات باردار ساکن وجود دارد.
- نیرویی که حاصل اثر مرکب نیروهای الکتریسیته و مغناطیس بین ذرات باردار متحرک نسبت به یکدیگر است.

نیروی الکترومغناطیسی مانند گرانش محدوده اثر بینهایت دارد ولی بسیار وسیع‌تر؛ بنابراین در بسیاری از پدیده‌هایی که روزانه تجربه می‌کنیم می‌توان آن را یافت، مانند نفوذناپذیری مواد جامد، اصطکاک، رنگین کمان، آذرخش و نیز تمام ساخته‌های بشر که در آن‌ها از جریان الکتریکی استفاده می‌شود مانند تلویزیون، لیزر و رایانه. الکترومغناطیس به صورت بنیادی بسیاری از ویژگی‌های شیمیایی عناصر و هم چنین پیوندهای شیمیایی را در سطح کلان (ماکروسکوپیک) و سطح اتمی (میکروسکوپیک) تعیین می‌کند.
برای اینکه بتوان بهتر تصور کرد که قدرت نیروی الکتریکی چقدر است از مثال زیر استفاده می‌کنیم: در یک گالن آب (حدود ۴ لیتر)، تقریباً ۴۰۰۰ گرم آب وجود دارد، در این مقدار آب، مجموع بار الکتریکی الکترون‌های موجود به قرار زیر است:
{\displaystyle 4000\ {\mbox{g}}\,H_{2}O\cdot {\frac {1\ {\mbox{mol}}\,H_{2}O}{18\ {\mbox{g}}\,H_{2}O}}\cdot {\frac {10\ {\mbox{mol}}\,e^{-}}{1\ {\mbox{mol}}\,H_{2}O}}\cdot {\frac {96,000\ {\mbox{C}}\,.}{1\ {\mbox{mol}}\,e^{-}}}=2.1\times 10^{8}C\ \,.\ }
حال اگر همین مقدار آب را در فاصلهٔ ۱ متری از ظرف آب مشابه قرار دهیم و اگر الکترون‌های موجود در آب بخواهند به یکدیگر نیرو وارد کنند این نیرو برابر خواهد بود با:
{\displaystyle {1 \over 4\pi \varepsilon _{0}}{\frac {(2.1\times 10^{8}C)^{2}}{(1m)^{2}}}=4.1\times 10^{26}N}
این نیرو از وزن کره زمین اگر قرار بود روی سطح کره دیگری مانند خودش قرار داشته باشد بیشتر است. همچنین هسته‌های (پروتون‌های) موجود در یکی از ظرف‌های آب هسته‌های (پروتون‌های) دیگری را نیز با همین نیرو می‌رانند؛ اما این نیروهای رانشی توسط نیروی ربایشی موجود بین هسته‌های یک ظرف و الکترون‌های ظرف دیگر و برعکس، بی‌اثر می‌شود؛ بنابراین نیروی خالص صفر خواهد بود. آشکار است که نیروی الکترومغناطیسی بسیار قوی‌تر از گرانش است ولی به دلیل این ویژگی که نیروهای الکترومغناطیسی می‌توانند یکدیگر را خنثی کنند، در اجرام بزرگ تنها اثر نیروی گرانش حاکم است.
پدیده‌های الکتریکی و آهن‌ربایی (مغناطیسی) از زمان باستان شناخته شده بوده‌اند اما در قرن ۱۹ میلادی بود که دانشمندان دریافتند نیروهای الکتریکی و مغناطیسی دو جنبه از یک اندرکنش بنیادی‌اند. در سال ۱۸۶۴ معادلات ماکسول به‌طور دقیق اندازهٔ این اندرکنش متحد را تعیین کرد. تئوری ماکسول نشان داد که تحلیل برداری که مبنای تئوری الکترومغناطیس کلاسیک است برای بیشتر اهداف عمومی به اندازهٔ کافی دقیق است.
سرعت ثابت حرکت نور در فضای خالی (خلاء) که به صورت اختصار با c نمایش داده می‌شود را می‌توان از معادلات ماکسول نتیجه گرفت، که البته این نتیجه‌گیری متناقض با نسبیت خاص نیست. تئوری نسبیت خاص اینشتین در سال ۱۹۰۵ با این فرض پیش می‌رود که سرعت نور بدون توجه به اینکه مشاهده‌گر با چه سرعتی حرکت می‌کند همواره ثابت است. همچنین اینشتین نشان داد که نتایج تئوری بدست آمده از معادلات ماکسول بسیار فراتر از خاصیت‌های الکتریکی و مغناطیسی در همین فضا و زمان است.
اینشتین در کار دیگر خود و بر خلاف الکترومغناطیس کلاسیک، اثر فوتوالکتریک را با این فرض که نور انتشار کوانتومی دارد توضیح داد (فوتون). پل دیراک در سال ۱۹۲۷ میلادی مکانیک کوانتوم را با تئوری نسبیتی الکترومغناطیس ادغام کرد. پس از آن در دههٔ ۱۹۴۰ ریچارد فاینمن، فریمن دایسون، جولیان شوینگر و سین‌ایترو تومونوجا این تئوری را کامل کردند. این تئوری امروز با نام الکترودینامیک کوانتومی شناخته می‌شود (الکترومغناطیس بازبینی‌شده). الکترودینامیک کوانتومی و مکانیک کوانتوم پایهٔ تئوری برخی رفتارهای الکترومغناطیسی مانند تونل‌زنی کوانتومی هستند، به این معنی که درصدی از ذرات باردار الکتریکی در مسیری حرکت می‌کنند که در تئوری الکترومغناطیس کلاسیک غیرممکن است، این رفتار برای عملکرد بعضی از ادوات الکترونیکی مانند ترانزیستورها ضروری است.

### اندرکنش ضعیف
اندرکنش ضعیف یا نیروی هسته‌ای ضعیف مسئول برخی پدیده‌های هسته‌ای مانند واپاشی بتا است. نیروی الکترومغناطیسی و نیروی ضعیف امروزه به عنوان دو جنبه از کهربایی‌ضعیف یکپارچه در نظر گرفته می‌شوند. این کشف اولین قدم به سمت تئوری اتحاد معروف به مدل استاندارد است. در نظریهٔ اندرکنش کهربایی‌ضعیف، تعداد زیادی از بوزون‌های واسطه به نام بوزون‌های W و Z یه عنوان «حامل‌های» نیروی ضعیف در نظر گرفته می‌شوند. اندرکنش ضعیف تنها اندرکنشی است که زوجیت در آن پایسته نیست، دارای تقارن نسبت به چپ، نسبت به راست و نسبت به محور است.

### اندرکنش قوی
اندرکنش قوی یا نیروی هسته‌ای قوی، پیچیده‌ترین اندرکنش بنیادی است، بیشتر به این دلیل که با تغییر فاصله مقدار آن نیز تغییر می‌کند. در فاصله‌های بیشتر از ۱۰ فمتومتر، نیروی قوی عملاً غیرقابل جذب است، هم‌چنین این نیرو تنها در هستهٔ اتم عمل می‌کند. زمانی که هستهٔ اتم در سال ۱۹۰۵ کشف شد، واضح بود که به نیروی دیگری نیاز است تا در مقابل نیروی رانشی الکتروستاتیک که ناشی از بارهای مثبت در درون هسته است مقاومت کند. اگر این نیرو وجود نمی‌داشت هستهٔ اتم هرگز تشکیل نمی‌شد. نیروی قوی باید به اندازهٔ کافی قوی باشد تا بتواند پروتون‌ها را در حجمی به اندازهٔ ۱۵-۱۰ در اتم جای دهد. هیدکی یوکاوا پیش‌بینی کرد که این نیرو در برد کوچک مرتبط با ذره‌ای با جرم خیلی زیاد حدود ۱۰۰MeV است.